# 呉市
呉市（くれし）は、広島県の南西部に位置する市。瀬戸内海に面しており、中核市に指定されている。

## 概要
地形的に天然の良港と言われ、古くは村上水軍の一派が根城にしており、明治時代以降は、帝国海軍・海上自衛隊の拠点となっている。
第二次世界大戦中は、呉鎮守府や呉海軍工廠が置かれた帝国海軍の軍港でもあった。2005年3月20日に周辺の安芸郡音戸町・倉橋町・蒲刈町、豊田郡安浦町・豊浜町・豊町を編入した。これによって呉市は本州にある地域と下蒲刈島、情島に加え、南の倉橋島、上蒲刈島、豊島、大崎下島を加えて人口25万人規模の市となった。2016年の中核市指定と同時に保健所政令市に指定された。
造船・鉄鋼・パルプ・機械・金属などを中心とした臨海工業都市として発展している。また、大和ミュージアム・てつのくじら館など海軍・海上自衛隊に関する博物館がある。
地域おこしとして、京都府舞鶴市と共に大日本帝国海軍が肉じゃがの由来とうたい、肉じゃが発祥の街を名乗っている。
市内仁方地区のやすりの生産量は日本一。

### 海軍・海上自衛隊とのかかわり

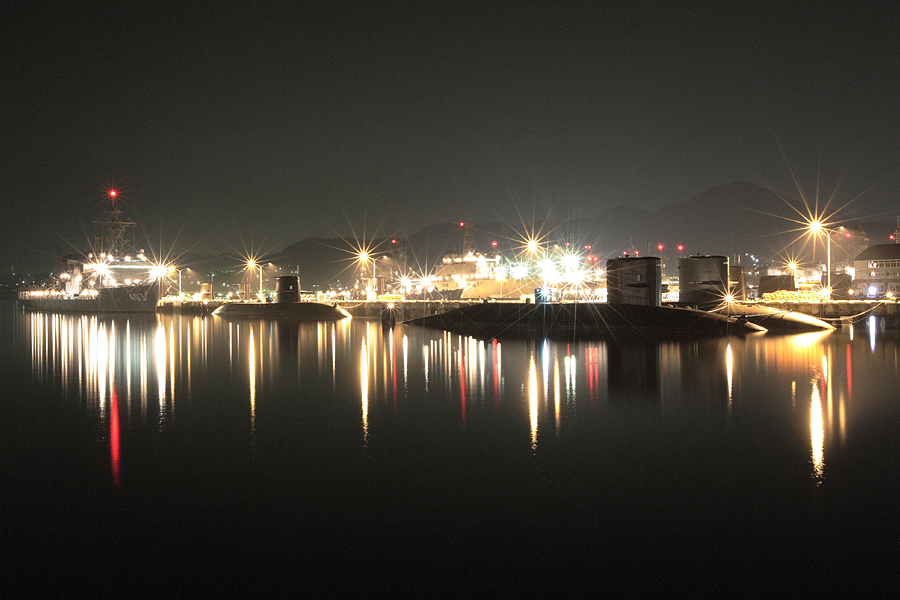
呉基地の夜景

明治時代には第二海軍区鎮守府（呉鎮守府、通称「呉鎮」）が開庁された。戦前は呉海軍工廠において世界最大の戦艦でもある「大和」などが建造され、東洋一の軍港・日本一の工廠として知られていた。呉海軍工廠は造船技術の卓越は言うまでもなく、早くから出雲安来の和鋼に着目し、特殊鋼として応用するなどの先端的な軍需鉄鋼研究の拠点でもあった。このため、太平洋戦争末期には米軍による呉軍港空襲を受け、大きな損害を受けている。
鉄鋼関係の技術はJFEや日新製鋼などの大手鉄鋼メーカに引き継がれ、呉海軍工廠はIHIに引き継がれジャパン マリンユナイテッド呉工場として現役、また軍事拠点の流れとしては護衛艦隊、潜水艦隊や練習艦などが所属する海上自衛隊呉基地があり、その敷地内には海上自衛隊呉地方総監部が設置されている。呉で勤務している海上自衛隊員は総員6,600名に達する。旧海軍呉鎮庁舎は呉地方総監部第一庁舎として使用され、日曜日には一般公開されている。呉鎮により建設されたインフラが現役で利用されており、例えば本庄ダム・二級ダム・宮原浄水場は軍用水道施設として建設されたものを呉市が引き継いでいる。
また大和ミュージアムやてつのくじら館に代表されるように、2010年代現在これらの防衛・軍事関連施設は観光資源ともなっている。2016年には「鎮守府 横須賀・呉・佐世保・舞鶴 ～日本近代化の躍動を体感できるまち～」として日本遺産に認定された。

## 地理

### 地形・地勢

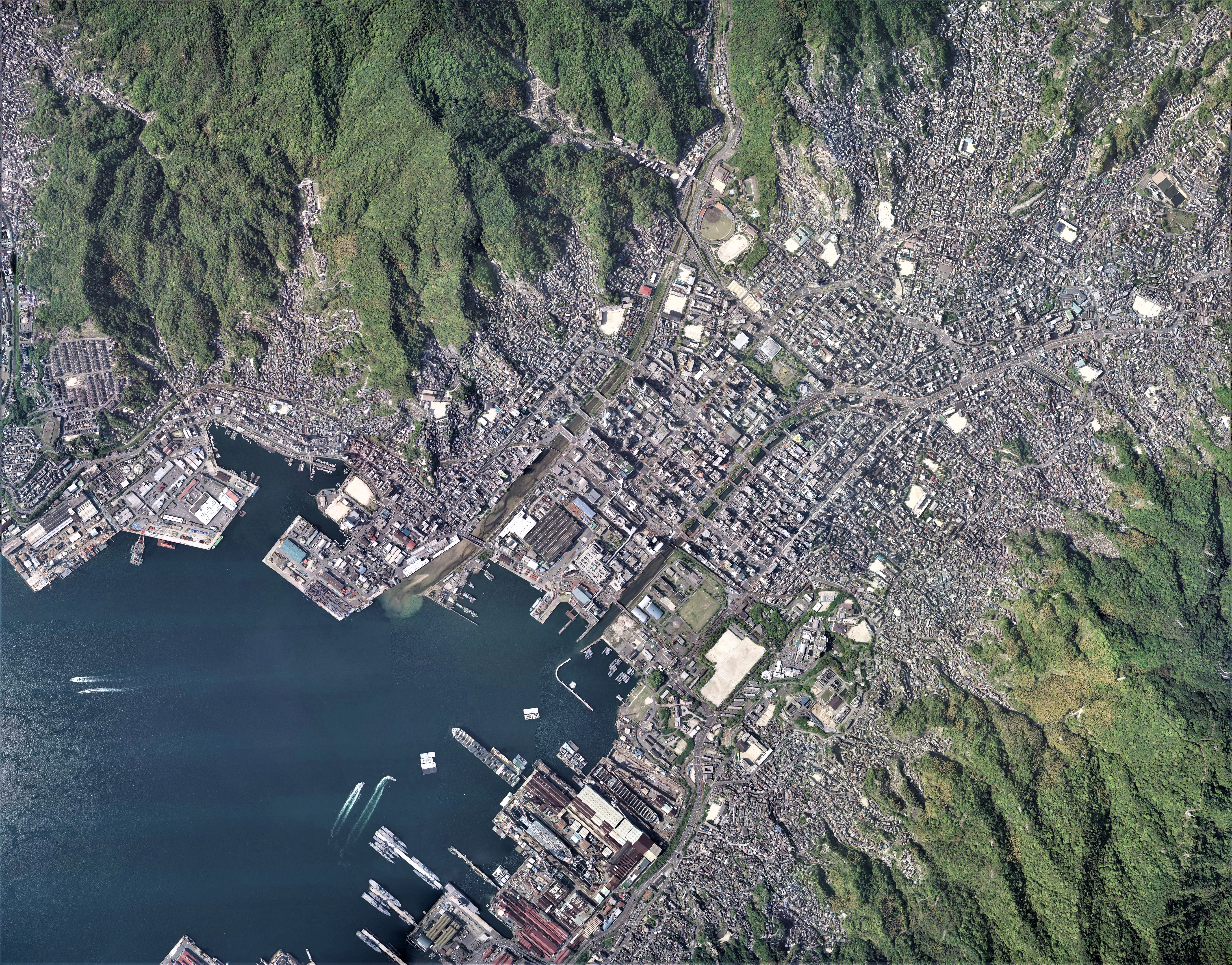
呉市中心部周辺の空中写真。
2009年4月29日撮影の15枚を合成作成。。

広島県の南西部に位置する。山がちで平地が少なく、市内の中央地区と広地区は休山で分断されている。主要な島々は、本州側と橋で繋がっている。
- 山 : 烏帽子岩山、灰ヶ峰、休山、野呂山（膳棚山）
- 河川 : 二河川（本庄ダム）、黒瀬川（二級ダム）、野呂川（野呂川ダム）
- 島 : 大崎下島、上蒲刈島、下蒲刈島、倉橋島、豊島、情島

### 気候
温暖な瀬戸内海式気候であり、夏は暑さが厳しく、冬は広島市と比べて雪が少ない。
積雪もほとんどないが、市内でも標高の高い一部地域では路面の凍結などがみられるため、注意が必要である。
| 呉特別地域気象観測所（呉市宝町、標高4m）の気候          | 呉特別地域気象観測所（呉市宝町、標高4m）の気候 | 呉特別地域気象観測所（呉市宝町、標高4m）の気候 | 呉特別地域気象観測所（呉市宝町、標高4m）の気候 | 呉特別地域気象観測所（呉市宝町、標高4m）の気候 | 呉特別地域気象観測所（呉市宝町、標高4m）の気候 | 呉特別地域気象観測所（呉市宝町、標高4m）の気候 | 呉特別地域気象観測所（呉市宝町、標高4m）の気候 | 呉特別地域気象観測所（呉市宝町、標高4m）の気候 | 呉特別地域気象観測所（呉市宝町、標高4m）の気候 | 呉特別地域気象観測所（呉市宝町、標高4m）の気候 | 呉特別地域気象観測所（呉市宝町、標高4m）の気候 | 呉特別地域気象観測所（呉市宝町、標高4m）の気候 | 呉特別地域気象観測所（呉市宝町、標高4m）の気候 |
| 月                                                      | 1月                                            | 2月                                            | 3月                                            | 4月                                            | 5月                                            | 6月                                            | 7月                                            | 8月                                            | 9月                                            | 10月                                           | 11月                                           | 12月                                           | 年                                             |
| ------------------------------------------------------- | ---------------------------------------------- | ---------------------------------------------- | ---------------------------------------------- | ---------------------------------------------- | ---------------------------------------------- | ---------------------------------------------- | ---------------------------------------------- | ---------------------------------------------- | ---------------------------------------------- | ---------------------------------------------- | ---------------------------------------------- | ---------------------------------------------- | ---------------------------------------------- |
| 最高気温記録 °C （°F）                                  | 19.0 (66.2)                                    | 21.5 (70.7)                                    | 23.8 (74.8)                                    | 28.1 (82.6)                                    | 30.7 (87.3)                                    | 33.7 (92.7)                                    | 36.9 (98.4)                                    | 37.8 (100)                                     | 36.1 (97)                                      | 31.1 (88)                                      | 26.3 (79.3)                                    | 22.7 (72.9)                                    | 37.8 (100)                                     |
| 平均最高気温 °C （°F）                                  | 9.5 (49.1)                                     | 10.2 (50.4)                                    | 13.6 (56.5)                                    | 18.7 (65.7)                                    | 23.3 (73.9)                                    | 26.1 (79)                                      | 29.9 (85.8)                                    | 31.5 (88.7)                                    | 28.1 (82.6)                                    | 22.9 (73.2)                                    | 17.3 (63.1)                                    | 11.9 (53.4)                                    | 20.3 (68.5)                                    |
| 日平均気温 °C （°F）                                    | 6.1 (43)                                       | 6.5 (43.7)                                     | 9.6 (49.3)                                     | 14.4 (57.9)                                    | 19.0 (66.2)                                    | 22.4 (72.3)                                    | 26.5 (79.7)                                    | 27.9 (82.2)                                    | 24.5 (76.1)                                    | 19.2 (66.6)                                    | 13.6 (56.5)                                    | 8.4 (47.1)                                     | 16.5 (61.7)                                    |
| 平均最低気温 °C （°F）                                  | 2.8 (37)                                       | 3.0 (37.4)                                     | 5.7 (42.3)                                     | 10.4 (50.7)                                    | 15.2 (59.4)                                    | 19.4 (66.9)                                    | 23.8 (74.8)                                    | 25.0 (77)                                      | 21.5 (70.7)                                    | 15.8 (60.4)                                    | 10.0 (50)                                      | 5.0 (41)                                       | 13.1 (55.6)                                    |
| 最低気温記録 °C （°F）                                  | −5.4 (22.3)                                    | −7.1 (19.2)                                    | −4.9 (23.2)                                    | −0.5 (31.1)                                    | 4.7 (40.5)                                     | 10.1 (50.2)                                    | 14.8 (58.6)                                    | 16.4 (61.5)                                    | 9.7 (49.5)                                     | 4.4 (39.9)                                     | 0.0 (32)                                       | −5.5 (22.1)                                    | −7.1 (19.2)                                    |
| 降水量 mm （inch）                                      | 41.5 (1.634)                                   | 59.3 (2.335)                                   | 106.7 (4.201)                                  | 126.0 (4.961)                                  | 147.2 (5.795)                                  | 217.9 (8.579)                                  | 251.4 (9.898)                                  | 113.2 (4.457)                                  | 143.7 (5.657)                                  | 97.2 (3.827)                                   | 65.1 (2.563)                                   | 48.3 (1.902)                                   | 1,417.2 (55.795)                               |
| 平均降水日数 （≥0.5 mm）                                | 5.8                                            | 7.6                                            | 10.2                                           | 9.8                                            | 9.5                                            | 11.8                                           | 10.5                                           | 7.6                                            | 9.3                                            | 7.0                                            | 6.5                                            | 6.5                                            | 102.1                                          |
| % 湿度                                                  | 63                                             | 63                                             | 63                                             | 63                                             | 67                                             | 75                                             | 76                                             | 73                                             | 70                                             | 66                                             | 66                                             | 65                                             | 68                                             |
| 平均月間日照時間                                        | 140.7                                          | 145.7                                          | 181.7                                          | 194.8                                          | 212.3                                          | 155.9                                          | 183.9                                          | 217.9                                          | 166.8                                          | 176.0                                          | 150.5                                          | 141.6                                          | 2,067.9                                        |
| 出典：気象庁 (平均値：1991年-2020年、極値：1894年-現在) |                                                |                                                |                                                |                                                |                                                |                                                |                                                |                                                |                                                |                                                |                                                |                                                |                                                |

| 呉市蒲刈（2009年 - 2020年）の気候  | 呉市蒲刈（2009年 - 2020年）の気候 | 呉市蒲刈（2009年 - 2020年）の気候 | 呉市蒲刈（2009年 - 2020年）の気候 | 呉市蒲刈（2009年 - 2020年）の気候 | 呉市蒲刈（2009年 - 2020年）の気候 | 呉市蒲刈（2009年 - 2020年）の気候 | 呉市蒲刈（2009年 - 2020年）の気候 | 呉市蒲刈（2009年 - 2020年）の気候 | 呉市蒲刈（2009年 - 2020年）の気候 | 呉市蒲刈（2009年 - 2020年）の気候 | 呉市蒲刈（2009年 - 2020年）の気候 | 呉市蒲刈（2009年 - 2020年）の気候 | 呉市蒲刈（2009年 - 2020年）の気候 |
| 月                                 | 1月                               | 2月                               | 3月                               | 4月                               | 5月                               | 6月                               | 7月                               | 8月                               | 9月                               | 10月                              | 11月                              | 12月                              | 年                                |
| ---------------------------------- | --------------------------------- | --------------------------------- | --------------------------------- | --------------------------------- | --------------------------------- | --------------------------------- | --------------------------------- | --------------------------------- | --------------------------------- | --------------------------------- | --------------------------------- | --------------------------------- | --------------------------------- |
| 最高気温記録 °C （°F）             | 16.3 (61.3)                       | 19.8 (67.6)                       | 21.3 (70.3)                       | 27.4 (81.3)                       | 30.3 (86.5)                       | 31.5 (88.7)                       | 34.9 (94.8)                       | 36.4 (97.5)                       | 35.6 (96.1)                       | 31.8 (89.2)                       | 25.6 (78.1)                       | 21.4 (70.5)                       | 36.4 (97.5)                       |
| 平均最高気温 °C （°F）             | 9.9 (49.8)                        | 10.2 (50.4)                       | 13.4 (56.1)                       | 17.8 (64)                         | 22.6 (72.7)                       | 25.3 (77.5)                       | 28.9 (84)                         | 31.4 (88.5)                       | 27.9 (82.2)                       | 22.8 (73)                         | 17.5 (63.5)                       | 11.9 (53.4)                       | 20.0 (68)                         |
| 日平均気温 °C （°F）               | 6.6 (43.9)                        | 6.7 (44.1)                        | 9.6 (49.3)                        | 13.7 (56.7)                       | 18.2 (64.8)                       | 21.5 (70.7)                       | 25.2 (77.4)                       | 27.1 (80.8)                       | 24.1 (75.4)                       | 19.3 (66.7)                       | 14.1 (57.4)                       | 8.7 (47.7)                        | 16.2 (61.2)                       |
| 平均最低気温 °C （°F）             | 3.4 (38.1)                        | 3.4 (38.1)                        | 6.0 (42.8)                        | 10.1 (50.2)                       | 14.5 (58.1)                       | 18.6 (65.5)                       | 22.4 (72.3)                       | 24.1 (75.4)                       | 21.3 (70.3)                       | 16.3 (61.3)                       | 11.0 (51.8)                       | 5.6 (42.1)                        | 13.1 (55.6)                       |
| 最低気温記録 °C （°F）             | −3.5 (25.7)                       | −2.7 (27.1)                       | −0.4 (31.3)                       | 3.2 (37.8)                        | 6.1 (43)                          | 12.6 (54.7)                       | 17.8 (64)                         | 18.7 (65.7)                       | 15.2 (59.4)                       | 9.0 (48.2)                        | 3.8 (38.8)                        | −0.6 (30.9)                       | −3.5 (25.7)                       |
| 降水量 mm （inch）                 | 48.5 (1.909)                      | 65.7 (2.587)                      | 109.3 (4.303)                     | 118.8 (4.677)                     | 116.2 (4.575)                     | 230.0 (9.055)                     | 265.8 (10.465)                    | 115.8 (4.559)                     | 161.3 (6.35)                      | 131.2 (5.165)                     | 80.1 (3.154)                      | 68.8 (2.709)                      | 1,524.4 (60.016)                  |
| 平均降水日数 （≥1.0 mm）           | 4.6                               | 7.3                               | 8.4                               | 8.3                               | 7.2                               | 10.9                              | 9.3                               | 7.2                               | 8.3                               | 7.4                               | 6.7                               | 6.6                               | 92.9                              |
| 平均月間日照時間                   | 174.6                             | 157.7                             | 198.5                             | 208.0                             | 236.3                             | 164.7                             | 189.4                             | 242.2                             | 174.5                             | 183.9                             | 165.7                             | 157.5                             | 2,253.5                           |
| 出典1：Japan Meteorological Agency |                                   |                                   |                                   |                                   |                                   |                                   |                                   |                                   |                                   |                                   |                                   |                                   |                                   |
| 出典2：気象庁                      |                                   |                                   |                                   |                                   |                                   |                                   |                                   |                                   |                                   |                                   |                                   |                                   |                                   |

### 隣接している自治体・行政区
- 広島県
  - 広島市（安芸区）
  - 東広島市
  - 安芸郡坂町
  - 安芸郡熊野町
  - 江田島市（海上で隣接。道路橋で繋がっている）
  - 豊田郡大崎上島町（海上で隣接）
- 愛媛県
  - 松山市（海上で隣接）
  - 今治市（今治市岡村島と道路橋（安芸灘とびしま海道）で接続）

### 地区と町
呉市は市域を18の地区に分けている。市制後に編入された市域は、編入前の各町村が地区となっており、旧町村名から「～町」または「～村」を除いた地区名になっている（「～地区」は公式には付けないことが多い）。
| 地区   | 読み         | 旧町村   | 主な島嶼      | 人口   | 面積/km2 | 編入年 | 町・大字 |
| ------ | ------------ | -------- | ------------- | ------ | -------- | ------ | --- |
| 中央   | ちゅうおう   |          |               | 053489 | 020.07   | (1902) | 朝日町・吾妻・内神町・畝原町・江原町・海岸・上内神町・上長迫町・上二河町・上畑町・上平原町・上山田町・北塩屋町・郷町・幸町・三条・三和町・清水・下山田町・昭和町・新宮町・宝町・中央・築地町・寺本町・中通・長迫町・長ノ木町・二河町・二河峡町・西愛宕町・西片山町・西川原石町・西塩屋町・西鹿田・西惣付町・西辰川・西谷町・西中央・西畑町・西三津田町・光町・東愛宕町・東片山町・東川原石町・東塩屋町・東鹿田町・東惣付町・東辰川町・東中央・東畑・東三津田町・平原町・伏原・望地町・本町・本通・溝路町・南辰川町・八幡町・山手・両城・和庄・和庄登町・和庄本町 |
| 宮原   | みやはら     |          |               | 008192 | 003.95   | (1902) | 宮原・坪ノ内町・船見町・青山町・室瀬町・神原町 |
| 警固屋 | けごや       | 警固屋町 |               | 005523 | 004.20   | 1928   | 警固屋・警固屋町・的場・見晴 |
| 吉浦   | よしうら     | 吉浦町   |               | 011220 | 008.12   | 1928   | 晴海町・若葉町・吉浦池ノ浦町・吉浦潭鼓町・吉浦新町・吉浦東町・吉浦神賀町・吉浦新出町・吉浦東本町・吉浦中町・吉浦本町・吉浦松葉町・吉浦上城町・吉浦岩神町・吉浦西城町・吉浦宮花町・狩留賀町・梅木町・汐見町・大山町・弥生町・長谷町・瀬戸見町・吉浦町 |
| 阿賀   | あが         | 阿賀町   |               | 016434 | 014.56   | 1928   | 阿賀北・阿賀中央・阿賀南・阿賀町 |
| 仁方   | にがた       | 仁方町   |               | 007151 | 010.51   | 1941   | 仁方本町・仁方大歳町・仁方桟橋通・仁方中筋町・仁方宮上町・仁方宮上町・仁方西神町・仁方錦町・仁方皆実町・仁方町 |
| 広     | ひろ         | 広村     |               | 046121 | 032.73   | 1941   | 広横路・広大広・広石内・広弁天橋町・広三芦・広中迫町・広塩焼・広町田・広徳丸町・広古新開・広文化町・広多賀谷・広末広・広本町・広中新開・広杭本町・広吉松・広中町・広駅前・広大新開・広両谷・広白石・広白岳・広名田・広津久茂町・広長浜・広黄幡町・広小坪・広町 |
| 天応   | てんのう     | 天応町   |               | 004423 | 003.94   | 1956   | 天応福浦町・天応伝十原町・天応西条・天応大浜・天応東久保・天応南町・天応宮町・天応塩谷町 |
| 昭和   | しょうわ     | 昭和村   |               | 035415 | 027.76   | 1956   | 焼山ひばりヶ丘町・焼山此原町・焼山松ヶ丘・焼山桜ヶ丘・焼山政畝・焼山西・焼山中央・焼山東・焼山南・神山・焼山三ツ石町・焼山宮ヶ迫・焼山北・焼山本庄・焼山泉ヶ丘・押込・押込西平町・焼山町・苗代町・栃原町・押込町 |
| 郷原   | ごうはら     | 郷原村   |               | 004954 | 003.95   | 1956   | 郷原学びの丘・郷原野路の里・郷原町 |
| 下蒲刈 | しもかまがり | 下蒲刈町 | 下蒲刈島      | 001809 | 008.72   | 2003   | 下蒲刈町下島・下蒲刈町三之瀬 |
| 川尻   | かわじり     | 川尻町   |               | 009380 | 016.85   | 2004   | 川尻町岩戸・川尻町柳迫・川尻町才野谷・川尻町後懸・川尻町板休・川尻町要垣内・川尻町大原・川尻町小畑・川尻町真光地・川尻町小用・川尻町小仁方・川尻町東・川尻町西・川尻町森・川尻町小用・川尻町久俊・川尻町久筋・川尻町原山 |
| 音戸   | おんど       | 音戸町   | 倉橋島        | 013164 | 018.75   | 2005   | 音戸町坪井・音戸町引地・音戸町鰯浜・音戸町北隠渡・音戸町南隠渡・音戸町高須・音戸町波多見・音戸町畑・音戸町有清・音戸町先奥・音戸町藤脇・音戸町早瀬・音戸町田原・音戸町渡子・音戸町大字音戸・音戸町大字渡子 |
| 倉橋   | くらはし     | 倉橋町   | 倉橋島        | 006439 | 054.46   | 2005   | 倉橋町 |
| 蒲刈   | かまがり     | 蒲刈町   | 上蒲刈島      | 002198 | 018.90   | 2005   | 蒲刈町大浦・蒲刈町田戸・蒲刈町宮盛・蒲刈町向 |
| 安浦   | やすうら     | 安浦町   |               | 011894 | 063.54   | 2005   | 安浦町大字赤向坂・安浦町大字安登・安浦町大字内海・安浦町大字内平・安浦町大字女子畑・安浦町大字下垣内・安浦町大字中切・安浦町大字中畑・安浦町大字原畑・安浦町大字三津口・安浦町安登西・安浦町安登東・安浦町中央ハイツ・安浦町中央北・安浦町水尻・安浦町三津口・安浦町内海北・安浦町内海南 |
| 豊浜   | とよはま     | 豊浜町   | 豊島 大崎下島 | 001764 | 011.68   | 2005   | 豊浜町大字豊島・豊浜町大字大浜・豊浜町大字斎島 |
| 豊     | ゆたか       | 豊町     | 大崎下島      | 002338 | 014.08   | 2005   | 豊町御手洗・豊町大長・豊町久比・豊町沖友 |
| 計     |              |          |               | 241908 | 353.76   |        | |

## 歴史

### 市名の由来
いくつかの説がある。
- 呉一帯を囲む連峰を「九嶺（きゅうれい）」と呼び、それが訛って「くれ」になったという説。なお、市章はこれにあやかり、カタカナの「レ」9つで星形をかたどったものである[11]。
- 灰ヶ峰から伐採したくれ（榑、板材の意）が特産品として有名になったことに由来する。
- 昔、古代からこの地方の周辺に住んでいた古代朝鮮半島出身の人々を「くれ人」（漢字なし）と呼んでいて、それが時代を経て中世ごろ、呉（くれ）と呼ぶようになったという説。

### 沿革
- 1686年（貞享03年）00月00日 - 安芸郡宮原村の呉浦を呉町と呼ぶようになる[12]。
- 1886年（明治19年）05月04日 - 第2海軍区鎮守府の位置を安芸郡呉港に設定[12]。
- 1889年（明治22年）04月01日 - 広島県に市町村制施行。安芸郡和庄村、宮原村、荘山田村、吉浦村成立。
- 1889年（明治22年）07月01日 - 呉鎮守府開庁。
- 1892年（明治25年）09月01日 - 安芸郡和庄村が町制施行し安芸郡和庄町に。
- 1902年（明治35年）04月01日 - 安芸郡吉浦村から安芸郡二川町が分立。
- 1902年（明治35年）10月01日 - 安芸郡和庄町、宮原村、荘山田村、二川町が対等合併し市制施行し呉市となる。広島県では広島市、尾道市に次いで3番目[13][14]。
- 1903年（明治36年）02月02日 - 佐久間義一郎、初代呉市市長に就任。 [15]
- 1903年（明治36年）11月10日 - 呉海軍工廠設立。
- 1905年（明治38年）06月02日 - 芸予地震（マグニチュード7.2）が発生。市内の被害は死者6人、負傷者86人、住家の全壊25戸、半壊57戸など。海軍工廠でも建物に被害[16]。
- 1921年（大正10年）01月15日 - 呉海軍工廠広支廠開庁[17]。
- 1928年（昭和03年）04月01日 - 安芸郡警固屋町、吉浦町、賀茂郡阿賀町を編入。「呉市歌」を制定（呉日日新聞社より寄贈）。
- 1936年（昭和11年）11月03日 - うるめ島沖合で海軍工廠通勤船が沈没。3人死亡[18]。
- 1941年（昭和16年）04月21日 - 賀茂郡仁方町、広村を編入。
- 1943年（昭和18年）00月00日 - 人口（当時の市域の）が最大の40万4257人となる。
- 1945年（昭和20年）05月05日 - 広海軍工廠への爆撃が行われる。死者・行方不明者32人[19]。
- 1945年（昭和20年）06月22日 - 呉海軍工廠への爆撃が行われる。
- 1945年（昭和20年）07月01日 - 米軍の爆撃機が市街地を空襲（呉市街空襲）。
- 1945年（昭和20年）07月24日 - 7月28日 - 米軍によって呉軍港の残存艦艇に艦載機攻撃（呉軍港空襲）。
- 1945年（昭和20年）09月17日 - 枕崎台風により市内で土石流が発生。多数の死傷者が出る。
- 1945年（昭和20年）10月06日 - 市内にアメリカ軍が進駐[20]。
- 1946年（昭和21年）02月01日 - イギリス連邦占領軍が先遣隊を派遣[21]。中国四国地方の占領任務を米軍から引き継ぐ。
- 1947年（昭和22年）12月07日 - 昭和天皇が市役所、二河公園に行幸（昭和天皇の戦後巡幸）[22]。
- 1950年（昭和25年）06月28日 - 旧軍港市転換法施行。
- 1951年（昭和26年）07月14日 - 警固屋棚田町で土砂災害。17人生き埋め（のちに3人救出）[23]。
- 1952年（昭和27年）09月03日 - 警固屋通で解体中の魚雷が爆発。死者7人、重軽傷者5人、家屋全半壊23戸。魚雷は密引揚げされたものであった[24]。
- 1952年（昭和27年）10月01日 - 市制50周年記念版「呉市歌」（1928年版とは同名異曲）を制定。
- 1954年（昭和29年）07月01日 - 海上自衛隊呉地方隊が置かれる。
- 1956年（昭和31年）10月01日 - 安芸郡天応町、昭和村、賀茂郡郷原村を編入。
- 1960年（昭和35年）12月13日 - 新潟日赤センター爆破未遂事件の韓国テロ工作員が呉港から潜入[25]。
- 1967年（昭和42年）07月09日 - 降り始めからの雨量が300mmを超す集中豪雨により市内約100箇所で土砂災害が発生。148人が生埋めとなり死者31人、行方不明者51人[26]。
- 1971年(昭和46年)04月27日 - 呉市山林火災が発生、消防士18名が殉職する戦後最悪の山林火災となった。
- 1975年（昭和50年）00月00日 - 人口（当時の市域の）が戦後・平成の大合併前で最大の24万2655人となる。
- 1985年（昭和60年）04月20日 - グリーンピア安浦[注釈 1]がオープン[27]
- 2000年（平成12年）11月01日 - 特例市に昇格。
- 2001年（平成13年）03月24日 - 芸予地震発生。市内では宝町地区・広地区で震度5強。焼山地区では震度5弱を観測した。
- 2003年（平成15年）04月01日 - 安芸郡下蒲刈町を編入。
- 2004年（平成16年）04月01日 - 豊田郡川尻町を編入。
- 2005年（平成17年）03月20日 - 安芸郡音戸町・倉橋町・蒲刈町、豊田郡安浦町・豊浜町・豊町を編入。
- 2016年（平成28年）04月01日 - 中核市に昇格。
- 2020年（令和02年）02月07日 - 日本製鉄が高炉2基を擁する呉製鉄所を2023年9月末までに閉鎖することを発表。

## 行政

### 市長
- 市長：新原芳明 - 2017年11月19日就任（2期目）[28]
- 副市長：阿原亨（2023年1月1日 - ）前・福山市役所総務部長[29]
- 副市長：大水敏弘（2024年7月 - ）前・独立行政法人都市再生機構 東日本都市再生本部密集市街地整備推進役[30]
- 教育長：寺本有伸（2018年4月 - 、2021年再任、2024年再任、任期3年）[31]

歴代市長
| 官選    |              |                                                         |   |
| 初      | 佐久間義一郎 | 1903年（明治36年）2月4日 - 1903年（明治36年）6月8日     | 1 |
| 2 - 3   | 荒尾金吾     | 1903年（明治36年）8月27日 - 1911年（明治44年）8月28日   | 2 |
| 4 - 5   | 沢原俊雄     | 1911年（明治44年）11月28日 - 1917年（大正6年）7月6日    | 2 |
| 6       | 天野健太郎   | 1917年（大正6年）8月17日 - 1921年（大正10年）8月16日    | 1 |
| 7       | 春藤嘉平     | 1922年（大正11年）2月2日 - 1925年（大正14年）1月16日    | 1 |
| 8       | 橋本正治     | 1925年（大正14年）4月24日 - 1927年（昭和2年）3月11日    | 1 |
| 9       | 勝田登一     | 1927年（昭和2年）6月13日 - 1930年（昭和5年）11月25日    | 1 |
| 10      | 佐々木英雄   | 1930年（昭和5年）11月25日 - 1932年（昭和7年）12月21日   | 1 |
| 11      | 渡辺伍       | 1932年（昭和7年）12月26日 - 1935年（昭和10年）5月12日   | 1 |
| 12      | 松本勝太郎   | 1935年（昭和10年）6月13日 - 1936年（昭和11年）9月1日    | 1 |
| 13 - 14 | 水野甚次郎   | 1937年（昭和12年）5月4日 - 1941年（昭和16年）12月13日   | 2 |
| 15      | 鈴木登       | 1942年（昭和17年）1月11日 - 1946年（昭和21年）1月10日   | 1 |
| 16      | 水野甚次郎   | 1946年（昭和21年）1月14日 - 1946年（昭和21年）11月15日  | 1 |
| 公選    |              |                                                         |   |
| 17 - 18 | 鈴木術       | 1947年（昭和22年）4月5日 - 1954年（昭和29年）3月21日    | 2 |
| 19 - 20 | 松本賢一     | 1954年（昭和29年）4月18日 - 1961年（昭和36年）10月31日  | 2 |
| 21 - 24 | 奥原義人     | 1961年（昭和36年）11月19日 - 1977年（昭和52年）11月18日 | 4 |
| 25 - 28 | 佐々木有     | 1977年（昭和52年）11月19日 - 1993年（平成5年）11月18日  | 4 |
| 29 - 31 | 小笠原臣也   | 1993年（平成5年）11月19日 - 2005年（平成17年）11月18日  | 3 |
| 32 - 34 | 小村和年     | 2005年（平成17年）11月19日 - 2017年（平成29年）11月18日 | 3 |
| 35 - 36 | 新原芳明     | 2017年（平成29年）11月19日 - 現職                       | 2 |

## 市のシンボル
- 市の木 - かし
- 市の花 - つばき

いずれも1972年（昭和47年）10月1日に市制70周年を記念して選定。
- 市の日 - 10月1日（呉市記念日）
- 市歌

1928年（昭和3年）に呉日日新聞社から寄贈された「呉市歌」（作詞：松本清、作曲：藤井清水）および、1952年（昭和27年）に市制50周年を記念して選定された「呉市歌」（作詞：重園贇雄、作曲：宮原禎次）の同名2曲が存在するが、現在は例規集に掲載されている1928年版のみが市の行事で演奏される。

## 議会

### 呉市議会
- 定数：32人（次回市議選から2減の30[30]）
- 任期：2023年5月1日 - 2027年4月30日[35]
- 議長：中田光政[36]
- 副議長：慣例で1年交代[37]

### 広島県議会
- 選挙区：呉市選挙区
- 定数：5人
- 任期：2019年4月30日 - 2023年4月29日
- 投票日：2019年4月7日
- 当日有権者数：189,034人
- 投票率：48.06％

| 候補者名   | 当落 | 年齢 | 所属党派   | 新旧別 | 得票数   | 備考                |
| ---------- | ---- | ---- | ---------- | ------ | -------- | ------------------- |
| 奥原信也   | 当   | 76   | 自由民主党 | 現     | 15,731票 | 2022年3月15日に辞職 |
| 坪川竜大   | 当   | 48   | 自由民主党 | 新     | 13,730票 |                     |
| 下西幸雄   | 当   | 64   | 公明党     | 現     | 13,700票 |                     |
| 城戸常太   | 当   | 73   | 自由民主党 | 現     | 11,614票 |                     |
| 犬童英徳   | 当   | 74   | 無所属     | 現     | 11,488票 |                     |
| 弘中礼二郎 | 落   | 51   | 無所属     | 新     | 11,324票 |                     |
| 宮政利     | 落   | 60   | 無所属     | 現     | 9,984票  |                     |
| 福田泰崇   | 落   | 46   | 無所属     | 新     | 2,004票  |                     |

### 衆議院
- 選挙区：広島5区（呉市、竹原市、三原市（旧本郷町域）、尾道市（旧瀬戸田町域）、東広島市（旧安芸津町域）、江田島市（旧江田島町域）、豊田郡）
- 任期：2021年10月31日 - 2025年10月30日
- 当日有権者数：242,034人
- 投票率：54.52％

| 当落 | 候補者名   | 年齢 | 所属党派   | 新旧別 | 得票数   | 重複 |
| ---- | ---------- | ---- | ---------- | ------ | -------- | ---- |
| 当   | 寺田稔     | 63   | 自由民主党 | 前     | 74,362票 | ○    |
|      | 野村功次郎 | 51   | 立憲民主党 | 新     | 41,788票 | ○    |

## 公共施設

### 官公庁
- 呉市役所
- 警察
  - 広島県呉警察署
  - 広島県広警察署
- 国の官庁
  - 法務省
    - 広島法務局呉支局
    - 広島刑務所呉拘置支所
    - 広島地方検察庁呉支部、呉区検察庁

  - 財務省
    - 中国財務局呉出張所
    - 神戸税関呉税関支署
      - 国税庁広島国税局呉税務署

  - 厚生労働省
    - 広島労働局呉労働基準監督署
    - 広島労働局呉公共職業安定所
    - 広島検疫所呉出張所

  - 国土交通省
    - 中国地方整備局広島国道事務所呉国道出張所
    - 中国地方整備局広島港湾・空港整備事務所呉港出張所
    - 中国運輸局呉海事事務所
      - 海上保安庁第六管区海上保安本部呉海上保安部

  - 自衛隊広島地方協力本部呉地域事務所
  - 海上自衛隊呉基地（呉地方総監部など）
- 裁判所
  - 広島地方裁判所呉支部
  - 広島家庭裁判所呉支部
  - 呉簡易裁判所

### 文化施設
- 博物館

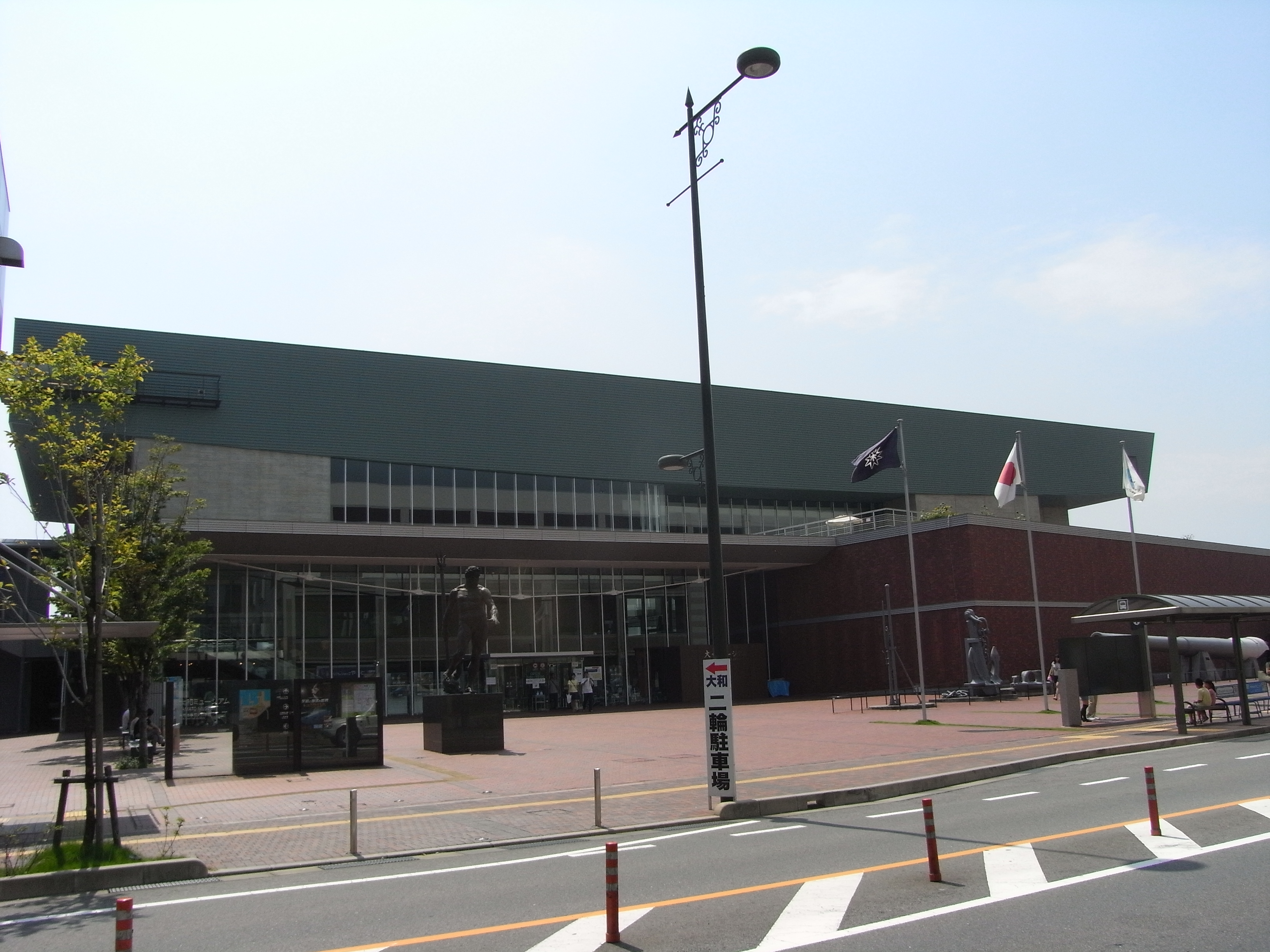
呉市海事歴史科学館

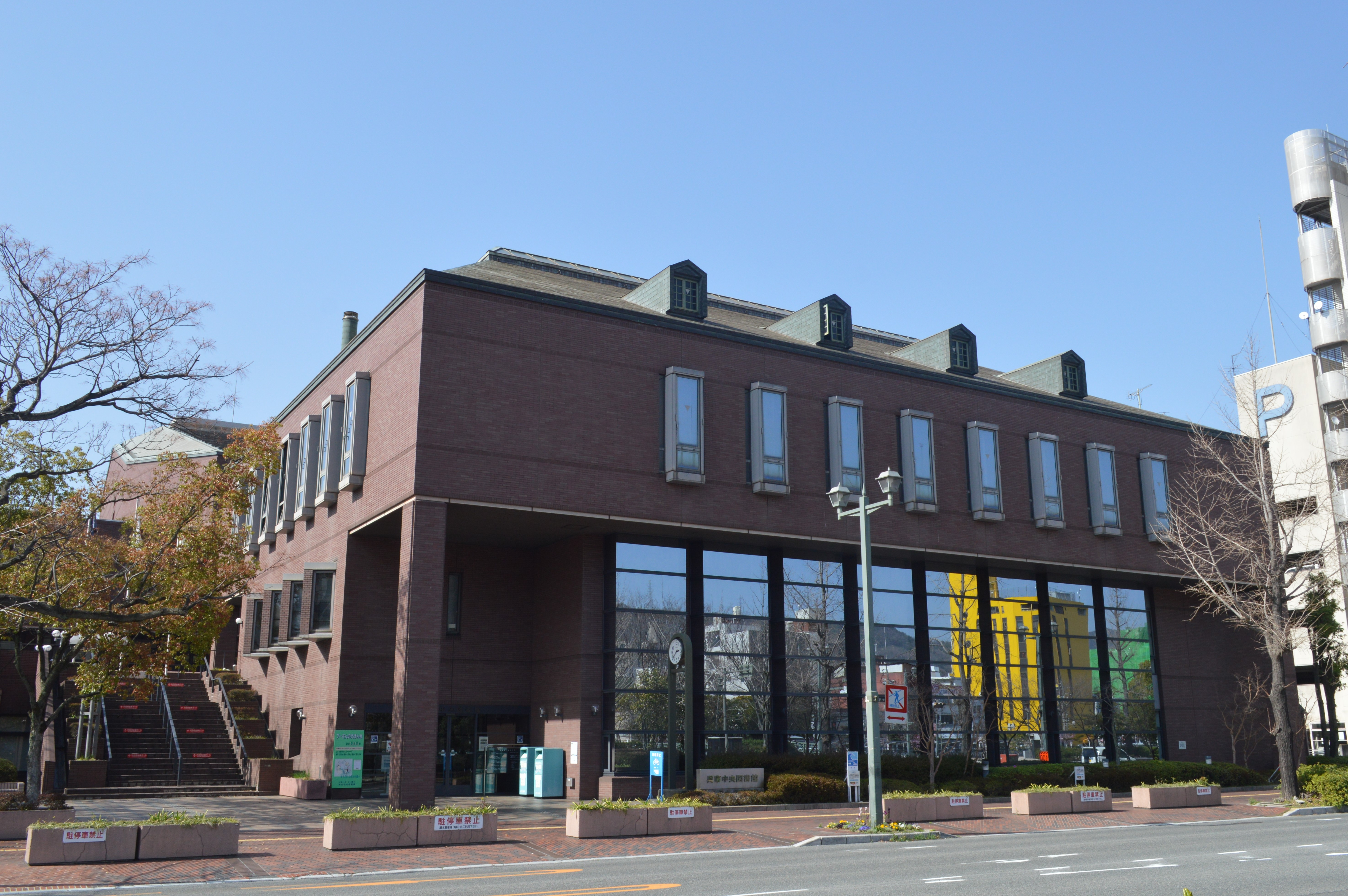
呉市中央図書館

  - 呉市海事歴史科学館（愛称：大和ミュージアム）
  - 海上自衛隊呉史料館（愛称：てつのくじら館）
- 図書館 - 7館の総称としての名称は呉市立図書館。この他にも図書館資料の簡易取り扱い拠点がある。
  - 呉市中央図書館
  - 呉市広図書館
  - 呉市昭和図書館
  - 呉市川尻図書館
  - 呉市音戸図書館
  - 呉市倉橋図書館
  - 呉市安浦図書館
- スポーツ施設
  - 呉市総合体育館
  - 呉市営二河野球場 - 二河公園内
- 美術館
  - 呉市立美術館
- 主要な公園
  - 入船山公園

### 水道施設
- 呉市上下水道局

### 主要な医療機関
- 国立病院機構呉医療センター
- 中国労災病院
- 呉共済病院

## 商業施設

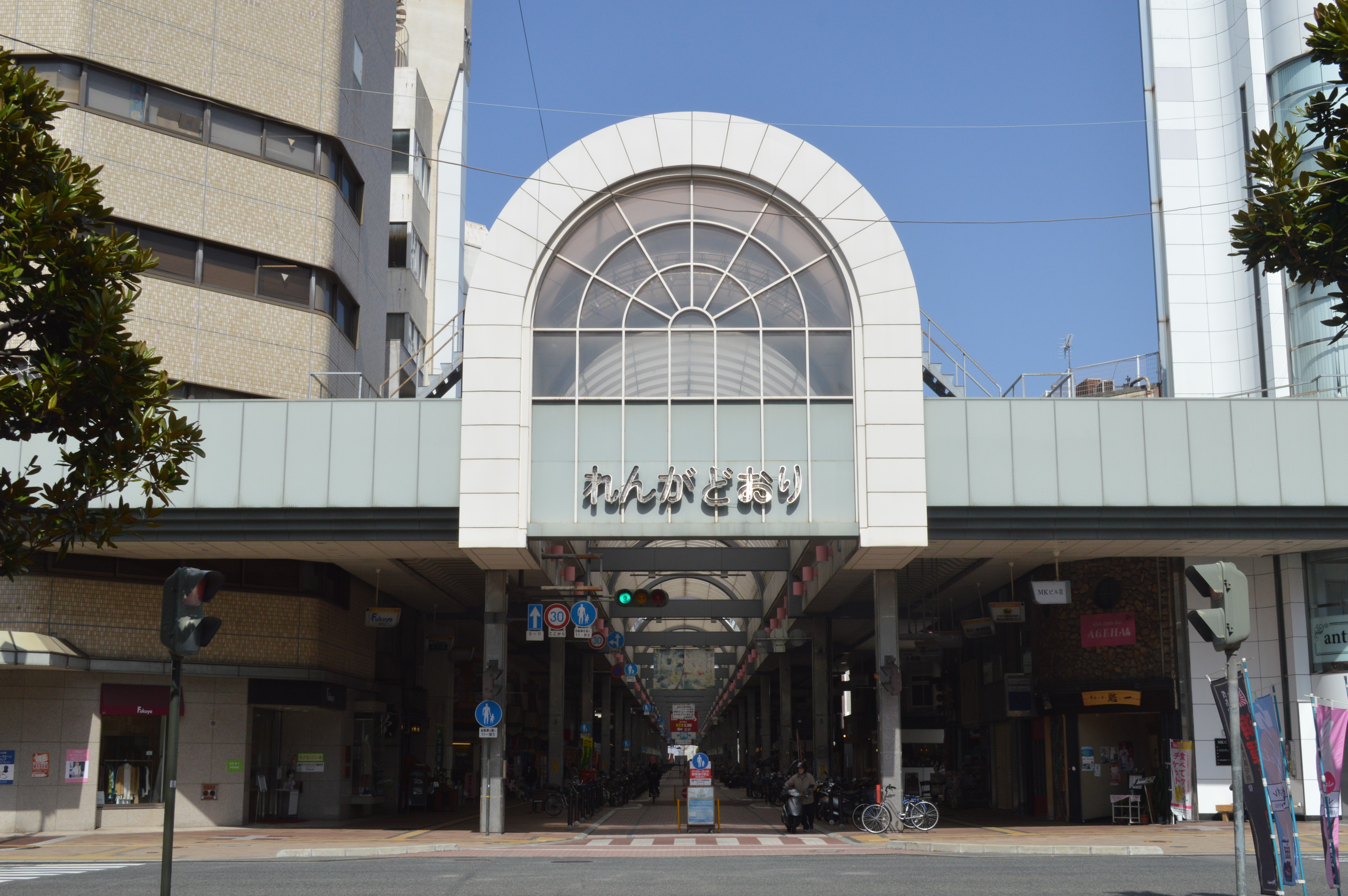
れんがどおり

### 大型商業施設
- 以下3施設は呉港/大和ミュージアムから呉駅までのペデストリアンデッキで繋がっている。
  - ゆめタウン呉 - イズミが運営する呉市最大のショッピングセンター。2F自体がペデストリアンデッキの一部を形成している。
  - レクレ - 呉駅の操車場を再開発して建てられた商業ビル。館内には温泉施設もある。
  - クレスト - 呉駅の駅ビル。
- 呉ポポロショッピングセンター - れんがどおりにある商業ビル。館内には映画館の呉ポポロシアターもある。

呉駅前に市内唯一の百貨店そごう呉店があったが、2013年1月に閉店した。

### 商店街
- れんがどおり - 中通。全蓋式アーケード商店街。

## メディア
- NHK広島放送局（呉支局）
- 中国新聞社（呉支社）

1949年まで呉新聞が存在した。
・月刊くれえばん（呉のタウン誌）1987年創刊

## 経済

### 産業
戦後は旧軍港市転換法により、呉海軍工廠跡を中心とした造船、機械、鉄鋼、金属などの製造業が発達した。
- 主な産業一覧
  - 造船 （ジャパン マリンユナイテッド）
  - 鉄鋼 （淀川製鋼所）
  - 機械 （IHI、三菱重工業、新日本造機）
  - 自動車 （ユーシン）
  - 金属製品（ダイクレ）
  - 火薬（中国化薬）
  - ヤスリ（仁方やすり）
  - 万年筆 （セーラー万年筆）
  - 精密機械 （ディスコ、ミツトヨ）
  - 製紙 （王子マテリア）
  - 製材 （中国木材）
  - 筆（川尻筆）
  - 工業用輸入塩保管（三ツ子島埠頭株式会社）

## 姉妹都市・友好都市
- 姉妹都市
  -  ブレマトン市（アメリカ合衆国ワシントン州）、1970年（昭和45年）8月20日
  -  マルベージャ市（スペイン王国アンダルシア州マラガ県）、1990年（平成2年）12月6日
  -  昌原市（大韓民国慶尚南道）、1999年（平成11年）10月12日
  -  基隆市（中華民国台湾省）、2017年（平成29年）4月26日[39]
- 友好都市
  -  名和町（鳥取県、現大山町）、1995年（平成7年）9月29日

## 人口
| |                                      |  |
| 呉市と全国の年齢別人口分布（2005年） | 呉市の年齢・男女別人口分布（2005年） |  |
| ■紫色 ― 呉市 ■緑色 ― 日本全国 | ■青色 ― 男性 ■赤色 ― 女性            |  |
| 呉市（に相当する地域）の人口の推移 \| 1970年（昭和45年） \| 306,222人 \| \| \| 1975年（昭和50年） \| 311,786人 \| \| \| 1980年（昭和55年） \| 302,766人 \| \| \| 1985年（昭和60年） \| 293,584人 \| \| \| 1990年（平成2年） \| 280,429人 \| \| \| 1995年（平成7年） \| 270,179人 \| \| \| 2000年（平成12年） \| 259,224人 \| \| \| 2005年（平成17年） \| 251,003人 \| \| \| 2010年（平成22年） \| 239,973人 \| \| \| 2015年（平成27年） \| 228,552人 \| \| \| 2020年（令和2年） \| 214,592人 \| \| |                                      |  |
| 総務省統計局 国勢調査より |                                      |  |
| 1970年（昭和45年） | 306,222人                            |  |
| 1975年（昭和50年） | 311,786人                            |  |
| 1980年（昭和55年） | 302,766人                            |  |
| 1985年（昭和60年） | 293,584人                            |  |
| 1990年（平成2年） | 280,429人                            |  |
| 1995年（平成7年） | 270,179人                            |  |
| 2000年（平成12年） | 259,224人                            |  |
| 2005年（平成17年） | 251,003人                            |  |
| 2010年（平成22年） | 239,973人                            |  |
| 2015年（平成27年） | 228,552人                            |  |
| 2020年（令和2年） | 214,592人                            |  |

当時の市域における過去および現在の呉市の人口、広島県に対する人口比は次の通りである。なお、呉市は2003年から2005年の間に下蒲刈町・川尻町・音戸町・倉橋町・蒲刈町・安浦町・豊浜町・豊町を編入した。
| 1960年の人口比 1960年国勢調査 広島県合計：2,184,043人 呉市： 210,032人 (9.6%) その他市部： 1,004,044人 (46.0%) 郡部（町村部）： 969,967人 (44.4%) | 1980年の人口比 1980年国勢調査 広島県合計：2,739,161人 呉市： 234,549人 (8.6%) 政令市（広島市）： 899,399人 (32.8%) その他市部： 829,669人 (30.3%) 郡部： 775,544人 (28.3%) | 2000年の人口比 2000年国勢調査 広島県合計：2,878,915人 呉市： 203,159人 (7.1%) 政令市： 1,126,239人 (39.1%) その他市部： 944,137人 (32.8%) 郡部： 605,380人 (21.0%) | 現在の人口比 2025年7月1日推計人口 広島県合計：2,698,428人 呉市： 194,536人 (7.2%) 政令市： 1,175,236人 (43.6%) その他市部： 1,164,293人 (43.1%) 郡部： 164,363人 (6.1%) |

「東洋一の軍港」として栄え、戦後は造船、鉄鋼など重厚長大型産業とともに発展した呉市であった が、人口の減少が著しく、2020年10月1日時点の国勢調査の確定値では過去5年間で13,960人減少し、中国地方の全市町村で最大の減少数となった。日本製鉄瀬戸内製鉄所呉地区の閉鎖によって更に人口減少が加速する懸念もある。
広島県内では、広島市、福山市に次いで第3位の人口を有していたが、2024年10月の推計人口で東広島市が当市を抜かしたため、現在は県内第4位の人口となっている。

## 教育

### 大学・高等専門学校
- 広島文化学園大学
- 広島国際大学呉キャンパス
- 呉工業高等専門学校
- 独立行政法人国立病院機構呉医療センター附属呉看護学校
- 呉共済病院看護専門学校

### 高等学校
| - 呉青山高等学校 - 呉市立呉高等学校 - 呉港高等学校 - 広島県立音戸高等学校 - 広島県立呉宮原高等学校 | - 広島県立呉工業高等学校 - 広島県立呉三津田高等学校 - 広島県立呉商業高等学校 - 広島県立広高等学校 - 清水ヶ丘高等学校 |

### 中学校
| - 呉市立阿賀中学校 - 呉市立音戸中学校 - 呉市立片山中学校 - 呉市立蒲刈中学校 - 呉市立川尻中学校 - 呉市立倉橋中学校 - 呉市立呉中央中学校 - 呉市立警固屋中学校 - 呉市立郷原中学校 | - 呉市立昭和中学校 - 呉市立昭和北中学校 - 呉市立白岳中学校 - 呉市立豊浜中学校 - 呉市立広南中学校 - 呉市立仁方中学校 - 呉市立東畑中学校 - 呉市立広中央中学校 | - 呉市立宮原中学校 - 呉市立明徳中学校 - 呉市立安浦中学校 - 呉市立横路中学校 - 呉市立吉浦中学校 - 呉市立両城中学校 - 呉市立和庄中学校 - 呉青山中学校 |

### 小学校
| - 呉市立仁方小学校 - 呉市立広南小学校 - 呉市立白岳小学校 - 呉市立広小学校 - 呉市立三坂地小学校 - 呉市立郷原小学校 - 呉市立横路小学校 - 呉市立阿賀小学校 - 呉市立原小学校 - 呉市立警固屋小学校 | - 呉市立坪内小学校 - 呉市立宮原小学校 - 呉市立和庄小学校 - 呉市立本通小学校 - 呉市立長迫小学校 - 呉市立明立小学校 - 呉市立荘山田小学校 - 呉市立呉中央小学校 - 呉市立両城小学校 - 呉市立港町小学校 | - 呉市立吉浦小学校 - 呉市立落走小学校 - 呉市立昭和西小学校 - 呉市立昭和中央小学校 - 呉市立昭和南小学校 - 呉市立昭和北小学校 - 呉市立川尻小学校 | - 呉市立音戸小学校 - 呉市立波多見小学校 - 呉市立明徳小学校 - 呉市立倉橋小学校 - 呉市立蒲刈小学校 - 呉市立三津口小学校 - 呉市立内海小学校 - 呉市立安登小学校 - 呉市立豊小学校 |

### 義務教育学校
- 呉市立天応学園

### 特別支援学校
- 広島県立呉特別支援学校
- 広島県立呉南特別支援学校

### 学校教育以外の施設
- 海上保安大学校

## 交通

### 鉄道
西日本旅客鉄道（JR西日本）
- 呉線
  - 安浦駅 - 安登駅 - 安芸川尻駅 - 仁方駅 - 広駅 - 新広駅 - 安芸阿賀駅 - 呉駅 - 川原石駅 - 吉浦駅 - かるが浜駅 - 天応駅 - 呉ポートピア駅

市電（廃止）
- 1909年から1967年までは、呉市交通局が路面電車（市電）の呉市電も運行していた。

### バス
コミュニティ交通

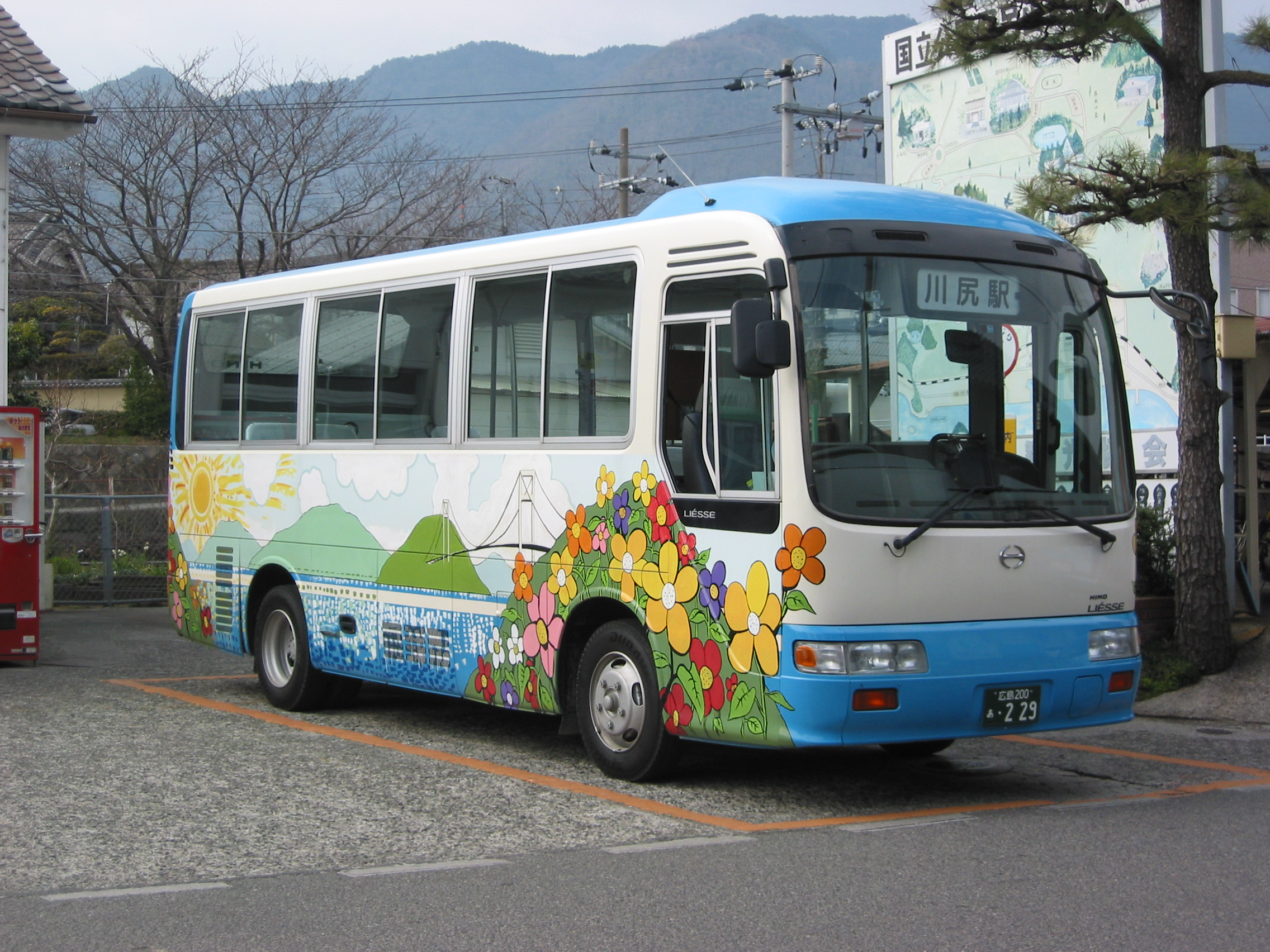
呉市生活バスの車両
（川尻地区生活バス、野呂山タクシー）

- コミュニティバス「呉市生活バス」を19路線、乗合タクシー「呉市乗合タクシー」を2路線、合計21路線を各地区ごとに運行している[44]。

路線バス
- 広電バス
  - 呉駅前から21号焼山・熊野方面、22号平原方面、1・2号音戸・倉橋島方面、3・4号宮原方面、11号広方面、34号東畑方面、31号辰川、32号長の木長迫、33号三条二河、34号天応方面などの一般路線バスと広島バスセンター、広島市内を結ぶ高速路線バス「クレアライン」、広島空港リムジンバスを運行する[45]。
- JRバス中国
  - 広駅・郷原・黒瀬・西条駅（東広島市）方面行きの一般路線バスと広島バスセンター、広島市内を結ぶ高速路線バス「クレアライン」を運行する[46]。
- 瀬戸内産交
  - 大崎下島、豊島、上蒲刈島、下蒲刈島と呉市広地区の中国労災病院を結ぶ。
- さんようバス
  - 大崎上島（大崎上島町）・大崎下島・豊島（呉市）を運行する。急行バス「とびしまライナー」も運行する。

公営バス（廃止）
- 呉市交通局が公営バス（呉市営バス）を運行していたが、2012年4月1日に廃止され、路線は広電バスに譲渡された[47][48][49]。

### 船舶
- 呉港

### 道路
中心市街地の幹線道路は４～６車線あるところも多く、良く整備されている。
- 高速道路

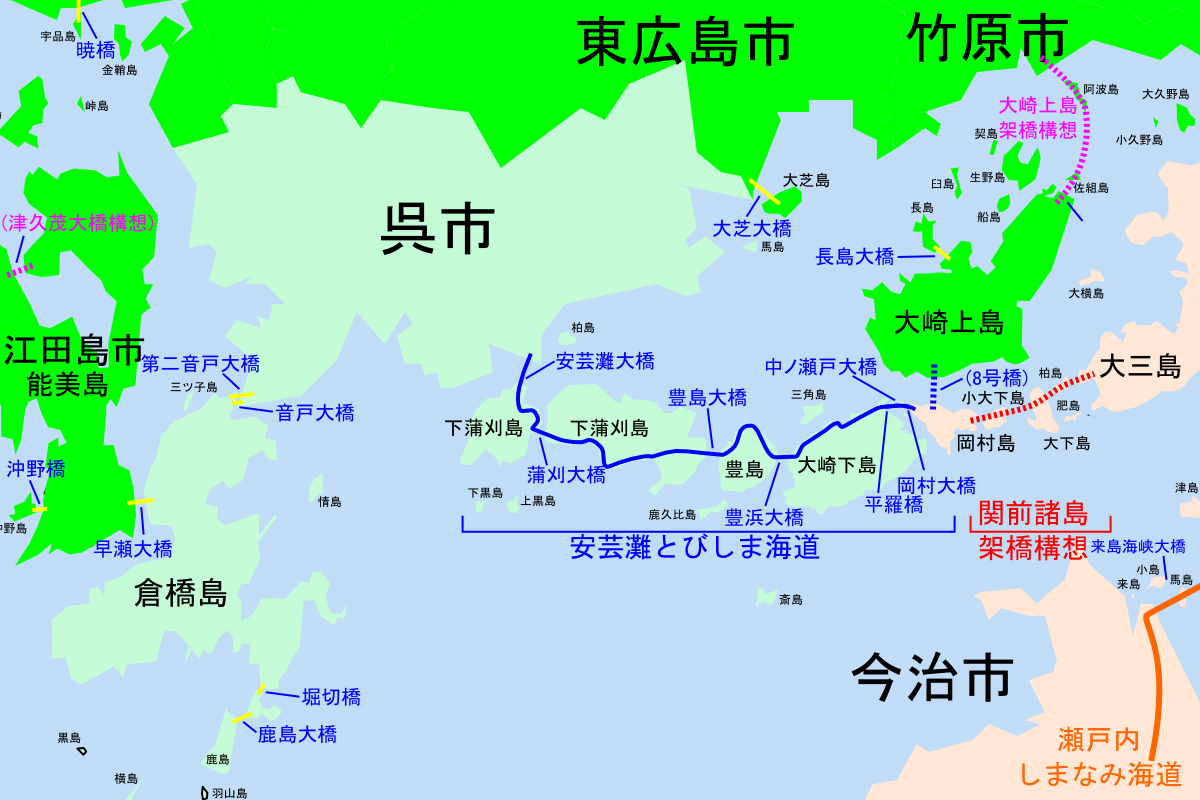
江能倉橋と、とびしま海道

  - 東広島呉自動車道（国道375号バイパス）
  - 広島呉道路（国道31号バイパス）
- 一般国道
  - 国道31号 - 終点
  - 国道185号 - 起点
  - 国道375号 - 起点
  - 国道487号 - 起点
- 安芸灘諸島連絡架橋（安芸灘とびしま海道）
- さざなみスカイライン
- 中国自然歩道 - 烏帽子岩山ルート、灰ヶ峰ルート、野呂山ルート、内海・仁賀ルート。

## 地域

### 健康
平均年齢
50.47歳（男性：48.14歳、女性：52.62歳）
呉市モデル
呉市が2005年度より開始した保健事業。市民の健康増進や重症化予防をめざし、レセプトや特定健診の各種データを分析し、その抽出結果に応じて施策を実行した。結果的に医療費の適正化につながったとされる。2014年には、厚生労働省が「データヘルス計画」を先取りする事例として取り上げた。

### 市外局番
- 0823（呉MA）エリア：呉市・東広島市（黒瀬地区）・江田島市

### 郵便番号
- 呉郵便局  ：737-00xx、737-08xx、737-09xx、737-85xx、737-86xx、737-87xx
- 音戸郵便局 ：737-12xx
- 倉橋郵便局 ：737-13xx
- 広郵便局  ：737-01xx
- 蒲刈郵便局 ：737-04xx、737-03xx[注釈 2]
- 川尻郵便局 ：737-26xx、737-25xx[注釈 3]
- 御手洗郵便局：734-03xx、734-01xx[注釈 4]

## 名所・旧跡・観光スポット
- アレイからすこじま（旧呉海軍工廠本部前）
- 入船山公園
  - 入船山記念館（旧呉鎮守府司令長官官舎）
  - 呉市立美術館
  - 美術館通り - 日本の道100選
- 音戸の瀬戸
- 音戸の瀬戸公園（瀬戸内海国立公園）
- 海上自衛隊呉資料館（てつのくじら館）

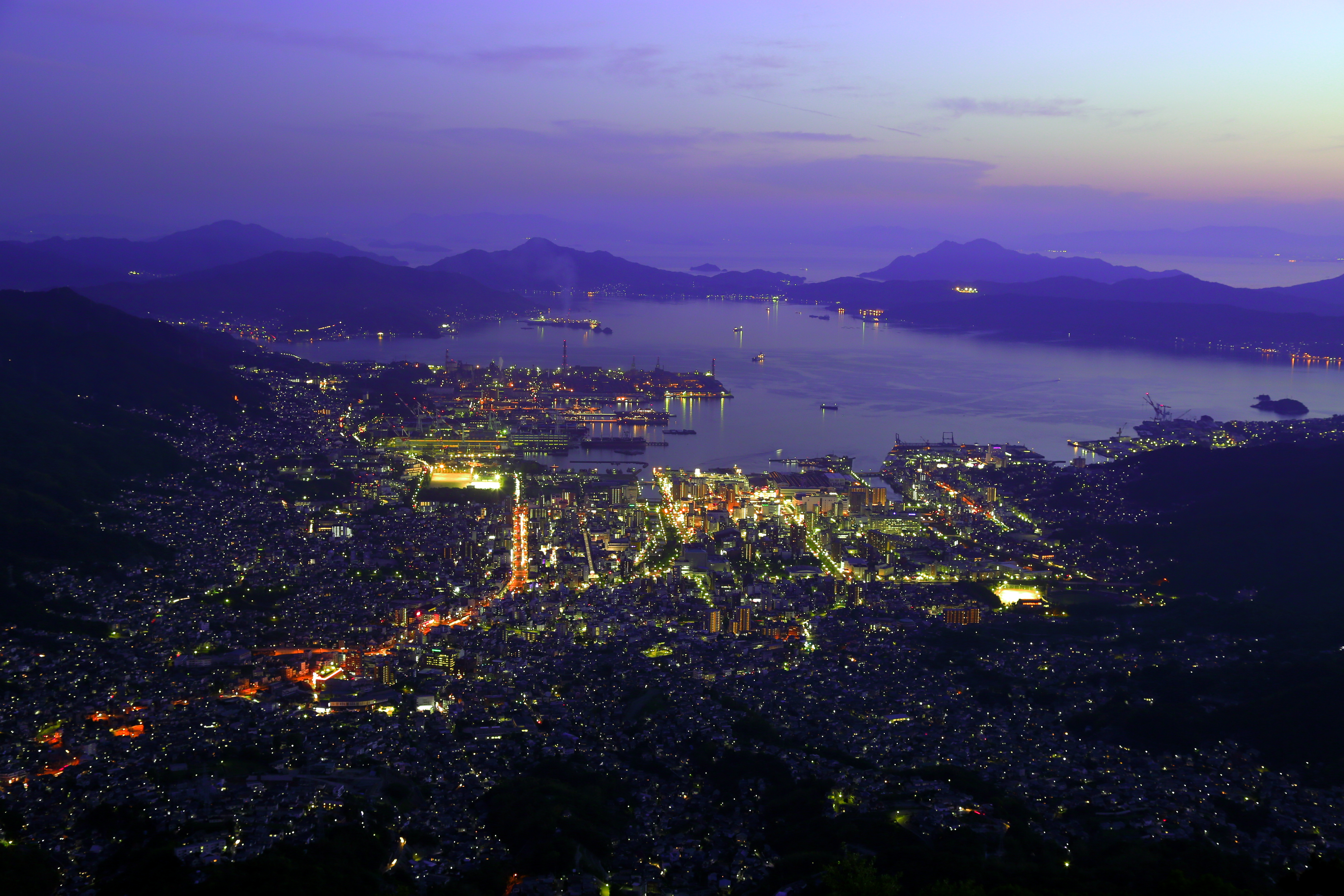
灰ヶ峰から見た呉市中心部

- 海上自衛隊呉地方総監部庁舎（旧呉鎮守府庁舎）
- 海上保安資料館
- 亀山神社
- 旧澤原家住宅
- くらはし桂浜温泉館
- グリーンヒル郷原
- グリーンピアせとうち
- 呉市海事歴史科学館（大和ミュージアム）
- 呉ポートピアパーク
- 県民の浜
- 三之瀬御本陣芸術文化館 - 江戸時代の外交使節団・朝鮮通信使の案内役を務めた対馬藩の宿泊所として使用[51]
- 松濤園
- すずさん家（この世界の片隅に）
- 高松宮宣仁親王旧宅（俊山荘） - 新宮町　(2010年12月解体される)
- 田中小実昌実家/教会-東三津田町
- 長門の造船歴史館
- 長迫公園（旧海軍墓地）
- 二級峡・二級ダム
- 二百階段 - 映画「海猿」ロケ地
- 二河峡
- 二河公園 - 呉市営二河球場ほか
- 二河橋
- 野呂山（瀬戸内海国立公園）
- 灰ヶ峰
- 火山
- 藤井清水生家 - 焼山町(2018年解体される)
- 本庄水源地
- 御手洗（大崎下島） - 重要伝統的建造物群保存地区、江戸時代寄港地として栄えた当時の建築物が残っている。
- 休山
- 屋台（蔵本通り）
- 蘭島閣美術館
- 両城の階段住宅、七曲り
- 歴史の見える丘
- ロマンチックビーチかるが（狩留賀海浜公園）

## 祭事・催事
- 呉みなと祭 4月28日または4月29日
- 呉海上花火大会 7月
- 亀山神社大祭 10月9日–10月10日

## 大使

### くれ観光特使
くれ観光特使は、観光客の誘致や街のイメージアップのために2008年に創設された。名取裕子で125人目。

日付は委嘱日。

主な大使
- 名取裕子（2022年10月13日）女優,朗読会開催
- 迫田公介（2022年11月11日）呉市出身の映画監督
- 楠木慶（2023年7月18日）呉市出身のクラリネット奏者
- さいねい龍二（2023年9月8日）広島ローカルタレント,映画『孤狼の血』出演
- 澤原行正（2023年11月6日）呉市出身のテノール歌手
- 倉本康子（2024年4月12日）モデル,祖父が旧海軍在籍
- 森久美子（2024年11月20）呉市出身の広島ローカルタレント

## 出身者

### 政治
- 太田房江（政治家、参議院議員）
- 多賀谷真稔（政治家、元日本社会党書記長）
- 増岡博之（元自民党衆議院議員・厚生大臣）
- 森井忠良（元社会党衆議院議員・厚生大臣）
- 三谷光男（元民主党衆議院議員・広島5区選出）
- 空本誠喜（日本維新の会衆議院議員・広島4区選出）
- 熊本哲之（元東京都世田谷区長)
- 河野俊嗣（宮崎県知事)
- 小村和年（元呉市長、元日本下水道協会会長）
- 新原芳明（呉市長、元造幣局理事長）
- 宮原幸三郎（1863年 - 1934年、元衆議院議員、広島県会議長）
- 宮原幸三郎（1890年 - 1966年、元衆議院議員）
- 角野卓男 - 元広島県議会議員

### 行政、司法
- 上田康治（環境官僚、環境省大臣官房長、環境省総合環境政策統括官）[53]
- 金村敏彦（広島高等裁判所部総括判事、山口地方裁判所長）
- 前田恒彦（大阪地方検察庁特別捜査部検事）
- 竹森裕子（日本弁護士連合会副会長）
- 横田美香（農林水産官僚、富山県副知事）

### 学者
- 赤堀侃司（東京工業大学名誉教授）
- 秋光純（物理学者・大崎下島出身）
- 東洋一（古生物学者）
- 荒野泰典（歴史学者）
- 有坂秀世（言語学者）
- 伊賀健一（元東京工業大学学長）
- 岡野内正（法政大学社会学部教授）
- 梶井厚志（京都大学名誉教授）
- 川井健（元一橋大学学長）
- 高橋紳吾（元東邦大学医学部助教授）
- 古田陽久（世界遺産学者）
- 的川泰宣（宇宙工学者）
- 立石二六（北九州市立大学名誉教授、京都女子大学法学部教授）
- 原田康夫 (元広島大学学長、オペラ歌手)
- 森野繁夫（中国文学者）
- 岩佐義宏（物理学者）

### 実業家
- 青盛喜一郎（地主・家主、石油和洋紙卸商、広島県多額納税者）[54][55]
- 青盛常太郎（呉銀行取締役、家主、広島県多額納税者）[55]
- 青盛恕一（木材商、広島県多額納税者）[54][55]
- 石橋理一（酒造業、広島県多額納税者）[55]
- 出雲充（ユーグレナ社長。ミドリムシを原料とするバイオ燃料研究家）
- 奥原國雄（ケムコ商事会長）
- 奥原次郎（寿工業会長、呉商工会議所会頭）
- 奥原征一郎（グローカル代表取締役会長、寿工業社長、呉商工会議所会頭）
- 沢原梧郎（辰栄工業会長）
- 多川萬助（多川銀行頭取、資産家、広島多額納税者、大地主）
- 水野甚次郎（4代目、五洋建設創業者）
- 廿日出要之進（アヲハタ創業者）
- 石井幸孝（九州旅客鉄道初代社長）
- 芳野弘（FeliCa・フェリカネットワークス社長）
- 中嶋成博（富士フイルムホールディングス第8代社長、元日本化学工業協会副会長）
- 野田義治（サンズエンタテインメント会長）
- 小野英也（日本アルコン初代社長、会長）
- 増岡登作（増岡組・鉄鋼ビルディングの創業者）
- 増岡重昂（増岡組2代目社長・鉄鋼ビルディング3代目社長）
- 増岡正剛（増岡組3代目社長）
- 山光博康（サンコー創業者）
- 草道昌武（元日商岩井社長）
- 住吉秀松（戦前台湾のインフラ建設に携わった実業家、慈善家。賀茂郡広村出身）

### マスコミ
- 池田賢（元四国放送アナウンサー）
- 小田静枝（ラジオパーソナリティ）
- 川崎聡（テレビ西日本アナウンサー）
- 森達也（ドキュメンタリー映画監督、テレビ・ドキュメンタリー・ディレクター、ノンフィクション作家）
- 吉田幸（元中国放送アナウンサー）
- 瀬川嘉（元山口放送アナウンサー）
- 原田知恵（元テレビ大阪アナウンサー）
- 宮脇靖知（広島テレビ放送アナウンサー）
- 五反田曜子（ラジオパーソナリティ）
- 中川真由美（広島エフエム放送アナウンサー）
- 横町藍（フリーアナウンサー）
- 末田正雄（元NHKアナウンサー）
- 大町怜央（日本テレビアナウンサー）
- 田村友里（中国放送アナウンサー）

### 音楽
- 大久保一久（ミュージシャン）
- 小川順子（歌手）
- 岡平健治（ミュージシャン・元19（ジューク））
- 坂田明（ジャズサックス演奏者）
- 川西幸一（ミュージシャン・ユニコーンメンバー）
- 大橋恵（作曲家・編曲家）
- 岡本朗（作曲家）
- 島谷ひとみ（歌手）
- 高田耕至（作曲家）
- 城みちる（歌手）
- 筒井稚美（元歌手）
- 小割まさ江（元歌手）
- 町支寛二（ミュージシャン）
- 山本淑稀（音楽プロデューサー）
- Machico（歌手・声優）※くれ観光特使
- 谷本貴義（歌手・作曲家）

### 芸能関係
- 天野和人（映画プロデューサー、東映）
- 池端俊策（脚本家）
- 大谷俊夫（映画監督）
- 沖原一生（俳優）
- 片岡公生（映画プロデューサー）
- 兼永みのり（タレント）
- 神山繁（俳優）
- 賀屋壮也（お笑い芸人、お笑いコンビ・かが屋）
- 河原さぶ（俳優）
- クロちゃん（お笑い芸人、お笑いトリオ・安田大サーカス）
- 小松壮一郎（映画監督）
- 佐々木優介（お笑い芸人、お笑いコンビ・磁石）
- 外山凡平（映画監督）
- 永田周太郎（美術デザイナー、美術プロデューサー、TBS）
- 信友直子（映画監督）
- 英百合子（女優）
- 原健策（俳優）
- 伏見和子（宝塚歌劇団卒業生、元女優）
- 古川りか（タレント）
- 増田俊樹（声優、俳優、歌手）
- 松来未祐（声優）
- 見浦彰彦（お笑い芸人、お笑いコンビ・アイデンティティ）
- ユリン千晶[56]（声優、ナレーター）
- 甲斐心愛(アイドルグループSTU48メンバー)

### 文学・漫画
- 小野弥夢（漫画家）
- 黒田三郎（詩人）
- 東風孝広（漫画家）
- 太刀掛秀子（漫画家）
- 田中小実昌（作家）
- 田島隆（漫画原作者）
- 細馬信一（漫画家）
- 和田慎二（漫画家）

### 美術
- 明田弘司（写真家）
- 安達潮花（華道家）
- 上田直次 (彫刻家）
- 楚里清（日本画家）
- 船田玉樹（日本画家）
- 水船六洲 (彫刻家、版画家)
- 南薫造（洋画家）

### スポーツ

#### 野球
- 鶴岡一人（元プロ野球選手、監督）
- 広岡富夫（元プロ野球選手・広岡達朗の実兄）
- 広岡達朗（元プロ野球選手、元監督・読売ジャイアンツ）
- 藤村富美男（元プロ野球選手・阪神タイガース）
- 国貞泰汎（元プロ野球選手・広島東洋カープ）
- 野崎泰一（元プロ野球選手・広島東洋カープ）
- 西村龍次（元プロ野球選手・東京ヤクルトスワローズ - 福岡ダイエーホークス）
- 小早川幸二（元プロ野球選手・広島東洋カープ）
- 川本良平（元プロ野球選手・東京ヤクルトスワローズ - 千葉ロッテマリーンズ -  東北楽天ゴールデンイーグルス）
- 中東直己（元プロ野球選手・広島東洋カープ）
- 奥浪鏡（元プロ野球選手・オリックス・バファローズ）
- 延江大輔（元プロ野球選手・オリックス・バファローズ）
- 畑俊二（元社会人野球選手、元監督、元四国学院大学監督）
- 松本奉文（元プロ野球選手・広島東洋カープ）
- 丸子達也（元社会人野球選手）
- 金本浩司（元プロ野球選手・アメリカ独立リーグ）
- 浜崎真二（元プロ野球選手・監督）
- 藤村隆男（元プロ野球選手・富美男の実弟）
- 豊田憲司（元プロ野球選手・西鉄ライオンズ）
- 谷真一（元プロ野球選手）
- 小畑正治（元プロ野球選手）
- 柚木進（元プロ野球選手）
- 石橋秀幸（元プロ野球トレーニングコーチ）
- 畠世周（プロ野球選手・読売ジャイアンツ - 阪神タイガース）
- 堀瑞輝（プロ野球選手・北海道日本ハムファイターズ）
- 濱本光治（元花咲徳栄高等学校女子硬式野球監督・全国高等学校女子硬式野球連盟代表理事）
- 岡嵜雄介（武田高等学校硬式野球部監督）

#### バスケットボール
- 仲摩純平 （元プロバスケットボール選手）
- 仲摩匠平 （元プロバスケットボール選手、仲摩純平の実弟）

#### 競馬
- 白井寿昭 - 日本中央競馬会調教師
- 古賀史生 - 元日本中央競馬会調教師

#### その他スポーツ
- 工正信（競輪選手）
- 市本隆司（競輪選手）
- 島本一二三（空手家）
- 島本雄二（空手家）
- 村松修二（競艇選手）
- 呉伯焔（中国武術家）
- 平川亮（レーシングドライバー）

### その他
- 久蔵（江戸時代のロシアへの漂流者）
- 天野太郎（建築家）
- 秋田明大（学生運動家）
- 岩畔豪雄（軍人、陸軍中野学校及び京都産業大学設立者）
- 美能幸三（元ヤクザ）
- 山村辰雄（ヤクザ）
- 波谷守之（ヤクザ）
- 大西政寛（ヤクザ）
- 中野寛也（囲碁棋士）
- 中村春吉（冒険家・旧豊町出身）
- 石泉僧叡 (浄土真宗僧侶、呉で私塾)
- 大門未知子（架空の人物。ドラマ『ドクターX〜外科医・大門未知子〜』の主人公。演：米倉涼子）
- 北山朝徳（元日本サッカー協会国際委員・旧豊浜町出身）
- 福岡奈織（平和活動家）

### ゆかりのある人物など
- 岩越武兵衛[33]（料理店業、広島県多額納税者[54]、日本味噌社長） - 呉市で旅館・割烹業を営む。
- 沢原精一[33]（広島県多額納税者[54][55]、貴族院議員、呉市信用組合長）
- 山崎朋子（ノンフィクション作家）- 幼少期の一時期、呉市で過ごす。
- 国生さゆり（タレント）- 16歳から18歳まで、自衛隊員だった父親の転勤の関係で2年半在住[57][58][59]。おニャン子クラブでデビューしたころは呉市出身としていた時期もある。
- 浜田省吾（ミュージシャン）- 竹原市出身。高校時代を呉市で過ごした。
- 角野卓造(俳優) - 父で元広島県議会議員の角野卓男が呉出身。卓造自身も幼稚園に上がる前の一年間は呉に住んでいた。
- カイマンくん - 呉市内で43年間にわたりペットとして飼育されたメガネカイマン[60][61]。

## 特産物・名物
- いが餅
- 蜜饅頭：蜜屋
- 鳳梨饅頭 : 天明堂
- 呉休山せんべい：松田屋
- 椿まんじゅう : 博美屋、献上銘菓

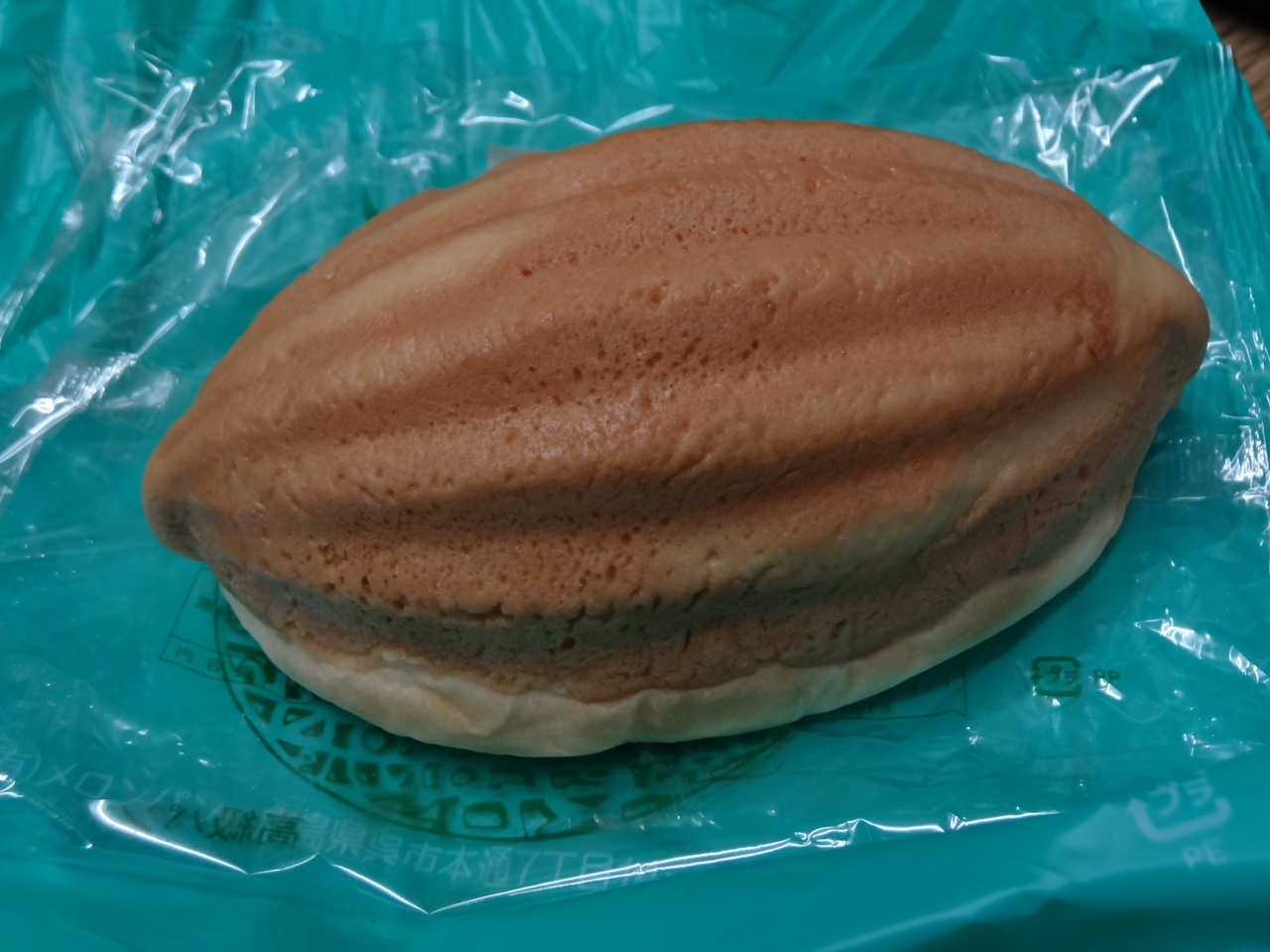
メロンパン

- フライケーキ : 小型のあんドーナツ。沖縄の揚げ菓子サーターアンダーギーにも似ている。れんがどおり近くの「福住」の作るものが有名。
- びっくり饅頭 :上記のフライケーキ店の向かいにある店の、クリームが入った今川焼き状のお菓子。
- 日本酒 : 雨後の月・大内山・水龍・千福・千恵盛・日章冠・白天龍・不二寿・宝剣・満潮・華鳩・白鴻・三谷春・音戸の瀬戸
- 川尻筆
- メロンパン : 全国的な"メロンパン"と形が違いカスタードクリームが入っている。全国的な"メロンパン"のことは呉市では「コッペパン」と言う。
- 巴屋のアイスもなか
- 大長みかん・大長レモン。旧豊町地区特産。
- 呉冷麺
- 海軍カレー :呉市の海上自衛隊が食べていたカレー。

## 呉市を舞台にした作品
- 文学作品
  - 重松清『ビフォア・ラン』
  - 徳富蘆花『自然と人生』 音戸町の記述がある
  - 間宮茂輔『朽ちゆく望楼』 倉橋島が舞台となっている
  - 宮地嘉六『煤煙の臭ひ』『放浪者富蔵』
  - 森村誠一『死の器』
  - 川辺純可『焼け跡のユディトへ』
  - 田中小実昌 『アメン父』
- 映画
  - 吉田喜重『嵐を呼ぶ十八人』
  - 佐藤純彌『男たちの大和』
  - 羽住英一郎『海猿』
  - 深作欣二『仁義なき戦い』シリーズ（全5作）
  - 深作欣二『新仁義なき戦い』
  - 増村保造『大地の子守歌』
  - 山田洋次『故郷』
  - 沖浦啓之『ももへの手紙』
  - 沖田修一『モヒカン故郷に帰る』
  - 片渕須直『この世界の片隅に』
- テレビドラマ
  - 池端俊策 『約束の旅』（1987年）
  - 『並木家の人々』（1993年：フジテレビ）
  - 『帽子』（2008年：NHK広島）
  - 『火の魚』（2009年：NHK広島）
  - 『この世界の片隅に』（2011年：日本テレビ）
  - 『戦艦大和のカレイライス』（2014年：NHK広島）
  - 『この世界の片隅に』（2018年：TBSテレビ）
- アニメ、ゲーム
  - 『たまゆら』OVA第3話で下蒲刈島を舞台としたエピソードがあるほか、テレビシリーズ第1期である『たまゆら～hitotose～』（2011年）第8話は呉の市街地、第4話・第6話・第11話およびテレビシリーズ第2期である『たまゆら～もあぐれっしぶ～』（2013年）の第10話は大崎下島が舞台となっている。なお、メインキャラクターの1人である桜田麻音は大崎下島の出身という設定である。
  - 『プリズム◇リコレクション!』メロンパンなどの特産物や美術館通りなど、呉をイメージさせる描写が存在する。
  - 『宇宙よりも遠い場所』（2018年）第1話の終盤から第2話の冒頭にかけて、メインキャラクターであるマリと報瀬が南極観測船の見学のために呉へ赴くシーンがある。
- 漫画
  - こうの史代『この世界の片隅に』
  - 田島隆・東風孝広『カバチタレ』シリーズ、『極悪がんぼ』シリーズに呉を舞台としたエピソードがある。
- 歌
  - レーモンド松屋「安芸灘の風」
  - 浜田省吾「THEME OF FATHER'S SON」江田島市と呉市天応の官舎で過ごしたころを回想した歌
  - Bluem of Youth「線路沿いの恋」歌詞の中に灰ヶ峰が出てくる。